# Jacques-Louis Battmann

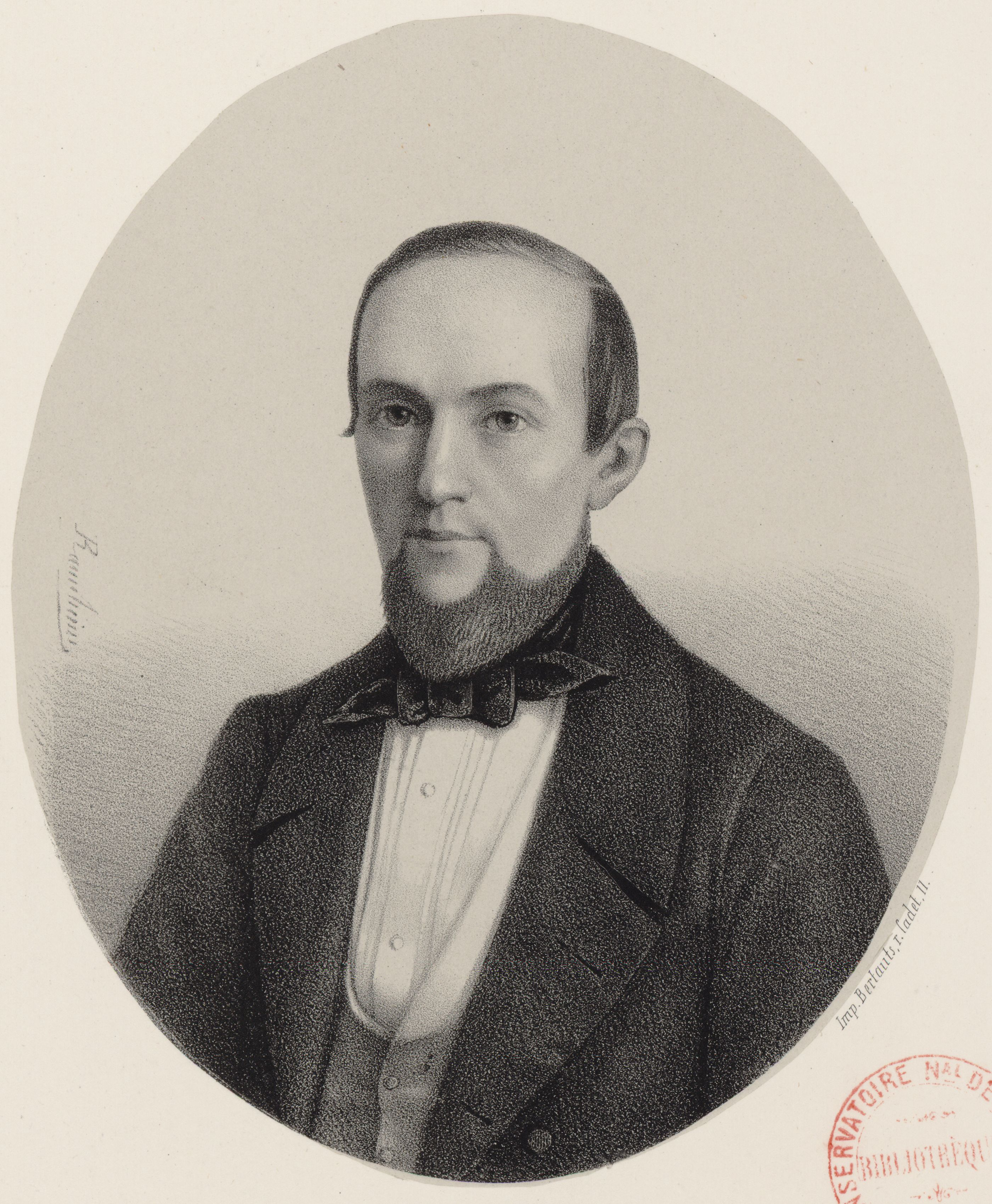
Jacques-Louis Battmann
Porträt von Hermann Raunheim (1850).

Jacques-Louis Battmann (* 25. August 1818 in Masmünster (Masevaux); † 7. Juli 1886 in Dijon) war ein französischer Organist und Komponist.

## Leben
Battmann war um 1840 Organist in Belfort, später in Vesoul und Dijon, wo er auch verstarb. Er veröffentlichte insgesamt 456 Werke, hauptsächlich im Bereich der Orgel- und Klaviermusik sowie geistliche und weltliche Chorwerke.

## Werke (Auswahl)
für Orgel/Harmonium
- Pieces d’Orgue: Entree, Offertoire, Elevation, Communion, Sortie opus 30, für Orgel
- 72 Morceaux pour Orgue ou Harmonium, 72 Stücke für Orgel oder Harmonium, opus 60
- Les Immortelles opus 440, für Orgel oder Harmonium
- Le plain chant romain harmonisé (der gregorianische Choral, harmonisiert) opus 250

für Chor (ggf. mit Gesangssolisten)
- Messe No. 1 F-Dur, für zwei gleichen Stimmen mit Orgel oder Harmonium, opus 193 (Neuausgabe Kleinmachnow 2014)
- Messe No. 2 C-Dur, opus 282
- Messe No. 3 Es-Dur, für zwei gleichen Stimmen mit Orgel oder Harmonium, opus 366
- Petite messe solennelle in C-Dur, opus 335
- Messe d’une très-facile Exécution für Soli und Chor unisono mit Orgel oder Harmonium, opus 63